# Diviseur (géométrie algébrique)
En mathématiques, plus précisément en géométrie algébrique, les diviseurs sont une généralisation des sous-variétés de codimension 1 de variétés algébriques ; deux généralisations différentes sont d'un usage commun : les diviseurs de Weil et les diviseurs de Cartier. Les deux concepts coïncident dans les cas des variétés non singulières.

## Diviseurs en géométrie algébrique
En géométrie algébrique, comme en géométrie analytique complexe, ou en géométrie arithmétique, les diviseurs forment un groupe qui permet de saisir la nature d'un schéma (une variété algébrique, une surface de Riemann, un anneau de Dedekind...) au travers d'un squelette assez simple. Ce groupe provient de l'idée commune aux études menées sur ces objets : on peut connaître une grande part de leur géométrie en étudiant les sous-schémas non triviaux maximaux (sous variétés, ou idéaux de codimension 1).
L'ensemble de ces diviseurs est muni d'une loi de groupe additive. Plusieurs définitions sont possibles, selon le cadre dans lequel on agit (cycles de codimension 1, faisceaux inversibles, diviseurs de Cartier). Néanmoins, sous de bonnes conditions, les diviseurs qu'on obtient sont identiques.
On peut agir ainsi dans le cadre de variétés définies sur un corps algébriquement clos ({\displaystyle \mathbb {C} } par exemple) ou sur un corps de nombre quelconque (voire {\displaystyle \mathbb {Q} } ou les corps p-adiques). On peut les définir sur des structures souples (par exemple des changements de cartes holomorphes) ou plus rigides (variétés algébriques). On peut se placer localement (sur un anneau) ou plus globalement, en regardant toute une variété.

## Diviseurs de Weil

### Définition
Pour une variété algébrique (ou plus généralement un schéma noethérien), on appelle diviseur de Weil (nommé en l'honneur de André Weil) sur {\displaystyle X} une somme formelle, à support fini et à coefficients entiers, de sous-variétés fermées et irréductibles, de codimension 1. L'ensemble des diviseurs sur {\displaystyle X} est donc le groupe abélien libre engendré par ces sous-variétés de codimension 1. La théorie des cycles algébriques s'intéresse au groupe engendré par des fermés irréductibles de codimension quelconque.
Chaque diviseur de Weil s'écrit donc formellement comme une somme finie {\displaystyle {\sum _{i}n_{i}[Z_{i}]}}
où les ni sont des entiers relatifs, tous nuls sauf pour un nombre fini d'entre eux, les Zi étant des fermés irréductibles de la variété {\displaystyle X}.
Deux diviseurs sont identiques si les coefficients des deux diviseurs pour tout Zi sont identiques. L'addition de deux diviseurs s'effectue en additionnant les coefficients termes à termes.
Un diviseur irréductible ou premier est un [Z] pour un fermé irréductible Z. On appelle diviseur effectif tout diviseur dont les coefficients sont positifs. Sur l'ensemble des diviseurs il existe ainsi une relation d'ordre (partielle) : {\displaystyle D\geq D'} si et seulement si {\displaystyle D-D'} est effectif.

### Cas d'une courbe projective
Sur une courbe C sur un corps k, un diviseur de Weil est représenté comme une somme formelle de points de cette courbe. La somme formelle
{\displaystyle \displaystyle \sum _{x\in C}a_{x}[x]}
étant prise sur les familles à support fini, à coefficients dans {\displaystyle \mathbb {Z} }, et indexée par les points (fermés) de {\displaystyle C}.
Soit {\displaystyle D=\sum _{x}a_{x}[x]} un diviseur. Le degré de {\displaystyle D} est par définition la somme pondérée {\displaystyle \deg(D)=\sum _{x}a_{x}[k(x):k]} où {\displaystyle k(x)} est le corps résiduel de {\displaystyle C} en {\displaystyle x}.
L'application qui à tout diviseur associe son degré est un morphisme de groupes à valeurs dans ℤ.
On montre que pour une courbe projective intègre sur un corps, le degré d'un diviseur principal est nul.

### Ordre d'annulation
Soit A un anneau local noethérien de dimension 1. Pour tout élément régulier a de A, le quotient A/aA est un A-module artinien. L'ordre ou la multiplicité de a est {\displaystyle \mathrm {ord} (a)=\mathrm {long} (A/aA)}. Si g=a/b est un élément inversible de l'anneau total des fractions M(A), on pose {\displaystyle \mathrm {ord} (g)=\mathrm {ord} (a)-\mathrm {ord} (b)}. C'est un entier relatif indépendant du choix de la présentation de g sous forme de fractions. On écrira {\displaystyle \mathrm {ord} _{A}(g)} s'il besoin de préciser l'anneau dans lequel on calcule l'ordre de g.
L'application {\displaystyle \mathrm {ord} _{A}:M(A)^{*}\to \mathbb {Z} } est un morphisme de groupes.

### Diviseurs principaux sur une courbe
Supposons que C soit une courbe projective lisse et intègre. Si f est une fonction rationnelle non nulle sur {\displaystyle C} ; c'est-à-dire un morphisme de {\displaystyle C} vers la droite projective, on lui associe un diviseur qui est différence entre le lieu de ses zéros et le lieu de ses pôles (comptés avec leur multiplicité). On note {\displaystyle (f)} le diviseur de {\displaystyle f}. Un tel diviseur est dit principal.
On remarque que {\displaystyle (fg)=(f)+(g).} On en déduit que l'ensemble des diviseurs principaux de la forme {\displaystyle (f)} forme un sous-groupe du groupe des diviseurs de {\displaystyle C}.
Deux diviseurs {\displaystyle D} et {\displaystyle D'} sont linéairement équivalents si leur différence est un diviseur principal. En particulier, un diviseur principal est linéairement équivalent à 0.
Exemple Dans la droite projective {\displaystyle \mathrm {Proj} \,k[x,y]}, le diviseur défini par soustraction {\displaystyle [O]-[\infty ]} des diviseurs correspondant à l'origine et le point à l'infini, est linéairement équivalent à 0. C'est le diviseur de la fonction {\displaystyle x/y}.
Soit {\displaystyle D=\sum a_{x}[x]} un diviseur de Weil sur C. On considère l'ensemble des fonctions rationnelles {\displaystyle f} sur {\displaystyle C} dont le diviseur associé {\displaystyle (f)} est au moins égal à {\displaystyle -D}. En chaque point x où {\displaystyle a_{x}\geq 0}, f a un pôle de multiplicité au plus {\displaystyle a_{x}} et, aux points x où {\displaystyle a_{x}<0}, f possède des zéros de multiplicité au moins {\displaystyle -a_{x}}.
Ces fonctions sont les sections globales du faisceau inversible associé au diviseur D.

### Diviseurs principaux sur une variété intègre
Soit X une variété ou un schéma noethérien intègre. Soit f une fonction rationnelle non nulle sur X. Pour tout fermé irréductible Z de X de codimension 1, de point générique {\displaystyle \xi }, l'anneau local {\displaystyle O_{X,\xi }} est noethérien de dimension 1, donc la multiplicité {\displaystyle \mathrm {ord} _{Z}(f)} de f est bien défini dans {\displaystyle O_{X,\xi }}. Le diviseur {\displaystyle (f)} est par définition
{\displaystyle (f)=\sum _{Z}\mathrm {ord} _{Z}(f)[Z]}
où la somme s'étend sur les fermés irréductibles Z de codimension 1. Un tel diviseur est appelé un diviseur principal.
Comme dans le cas des courbes, les diviseurs principaux forment un sous-groupe du groupe des diviseurs, et on définit la relation d'équivalence linéaire exactement comme dans le cas des courbes.
Le quotient du groupe des diviseurs par les diviseurs principaux est une partie du groupe de Chow de X.
La somme des termes positifs
{\displaystyle (f)_{0}=\sum _{\mathrm {ord} _{Z}(f)>0}\mathrm {ord} _{Z}(f)[Z]}
est appelée le diviseur des zéros de f. Tandis que celle des termes négatifs {\displaystyle (f)_{\infty }} est appelée le diviseur des pôles de f. On a
{\displaystyle (f)=(f)_{0}-(f)_{\infty }.}
Lorsque X est un schéma normal (par exemple une variété lisse), dire que f est régulière revient à dire que le diviseur des pôles est trivial. De même f est une fonction régulière inversible si et seulement si (f)=0.

### Diviseur de Weil associé à un fermé
Soit Z un sous-schéma fermé de X dont les composantes irréductibles {\displaystyle Z_{1},\dots ,Z_{n}} sont de codimension 1 dans X. Le schéma Z n'est pas nécessairement réduit. En chaque point générique {\displaystyle \xi _{i}} de {\displaystyle Z_{i}}, l'anneau local {\displaystyle O_{Z,\xi _{i}}} est artinien. Par définition, le diviseur de Weil associé à Z est
{\displaystyle [Z]=\sum _{1\leq i\leq n}\mathrm {long} (O_{Z,\xi _{i}})[Z_{i}].}

### Structure locale des diviseurs de Weil
Supposons que X soit un schéma noethérien régulier (par exemple une variété algébrique lisse). Si Z est un fermé irréductible de X, alors en tout point z de Z, il existe un voisinage ouvert U de z dans X tel que le fermé Z soit exactement l'ensemble V(f) des zéros d'un élément irréductible de l'anneau des fonctions régulières {\displaystyle O_{X}(U)}. Autrement dit, Z est localement défini par l'annulation d'une fonction, ou Z est localement principal (on peut recouvrir X par des ouverts U tels que la restriction de Z à U soit un diviseur de Weil principal sur U).
Cela n'est plus valable si l'on supprime l'hypothèse de régularité sur X. La structure locale de Z devient alors plus complexe.

## Diviseurs de Cartier
Si le schéma {\displaystyle X} est éventuellement singulier, les diviseurs de Weil ne sont plus localement principaux en général. Les diviseurs de Cartier sont, grosso modo, les diviseurs de Weil qui sont localement principaux.

### Définition

#### Le cas intègre.
Soit X un schéma intègre. On considère le groupe des fonctions rationnelles non nulles {\displaystyle K(X)^{*}} comme un faisceau constant sur X. Les sections globales {\displaystyle \Gamma (X,K(X)^{*}/O_{X}^{*})} du faisceau quotient par le faisceau des fonctions régulières inversibles sont appelées les diviseurs de Cartier sur X.
Par construction, un diviseur de Cartier peut être représenté comme un recouvrement d'ouverts {\displaystyle {U_{i}}} de X, associés à une famille de fonctions rationnelles {\displaystyle f_{i}} définies sur l'ouvert {\displaystyle U_{i}} correspondant ; ces fonctions étant reliées entre elles par les changements de cartes admissibles (inversibles et réguliers) : {\displaystyle f_{i}f_{j}^{-1}} est une fonction régulière inversible sur l'intersection {\displaystyle U_{i}\cap U_{j}}. Deux tels systèmes {\displaystyle (U_{i},f_{i})_{i},\ (V_{j},g_{j})_{j}} définissent le même diviseur de Cartier si {\displaystyle f_{i}g_{j}^{-1}} est régulier est inversible sur {\displaystyle U_{i}\cap V_{j}} pour tout couple d'indice {\displaystyle i,j}.
L'ensemble des diviseurs de Cartier est un groupe abélien, puisque c'est l'ensemble des sections globales d'un faisceau de groupes abélien. Ce groupe est noté {\displaystyle \mathrm {Div} (X)}.
Un diviseur principal correspond à un système {\displaystyle (X,f)} avec un unique ouvert. Les diviseurs principaux forment un sous-groupe de {\displaystyle \mathrm {Div} (X)}, isomorphe à {\displaystyle K(X)^{*}/O(X)^{*}}. Deux diviseurs de Cartier sont dits linéairement équivalents si leur différence est un diviseur principal.
Un diviseur de Cartier est dit effectif s'il peut être représenté avec les {\displaystyle f_{i}} régulières. Dans des cas usuels (par exemple une variété quasi-projective sur un corps), un diviseur de Cartier peut s'écrire comme différence de deux diviseurs de Cartier effectifs.

#### Le cas général
Lorsque X n'est plus nécessairement intègre, il importe de définir avec soin le faisceau des fonctions rationnelles sur X.
Pour tout anneau (commutatif unitaire) A, notons R(A) le groupe multiplicatif des éléments réguliers de A et M(A) la localisation R(A)−1A.
Le faisceau des fonctions rationnelles {\displaystyle {\mathcal {M}}_{X}} sur X est le faisceau associé au préfaisceau dont les sections sur tout ouvert affine U est {\displaystyle M(O_{X}(U))}. Si X est intègre, on retrouve le faisceau constant des fonctions rationnelles. Si X est noethérien, ou réduit avec un nombre fini de composantes irréductibles, alors {\displaystyle {\mathcal {M}}_{X}(U)=M(O_{X}(U))} pour tout ouvert affine U.
Les définitions du cas intègre s'étendent alors au cas général en remplaçant {\displaystyle K(X)^{*}} par le faisceau des fonctions rationnelles inversibles {\displaystyle {\mathcal {M}}_{X}^{*}}.

### Relation avec les faisceaux inversibles
Un faisceau inversible (appelé aussi un fibré en droites) est un faisceau de {\displaystyle O_{X}}-modules localement libre de rang 1.
À tout diviseur de Cartier {\displaystyle D}, représenté par {\displaystyle (U_{i},f_{i})_{i}}, on peut associer un faisceau inversible {\displaystyle O_{X}(D)} sur X. Par définition, c'est un sous-faisceau de {\displaystyle {\mathcal {M}}_{X}} dont la restriction à {\displaystyle U_{i}} est égale à {\displaystyle f_{i}^{-1}O_{U_{i}}}. Ce faisceau est indépendant de la représentation de D avec des équations locales {\displaystyle f_{i}}.
Le faisceau {\displaystyle O_{X}(D+E)} est l'image du produit tensoriel {\displaystyle O_{X}(D)\otimes O_{X}(E)} dans {\displaystyle {\mathcal {M}}_{X}}. Le faisceau {\displaystyle O_{X}(D)} est libre si et seulement si D est principal. On obtient ainsi un morphisme injectif du groupe des classes d'équivalence des diviseurs de Cartier dans le groupe de Picard de X. L'image de ce morphisme est l'ensemble des classes d'isomorphisme de sous-faisceaux inversibles de {\displaystyle {\mathcal {M}}_{X}}.
Cette application est surjective si X est intègre ou s'il est quasi-projectif sur un anneau noethérien (par exemple une variété quasi-projective sur un corps).
On a {\displaystyle O_{X}\subseteq O_{X}(D)} si et seulement si D est effectif. Le faisceau {\displaystyle O_{X}(-D)} est alors un faisceau d'idéaux de {\displaystyle O_{X}} définissant un sous-schéma fermé {\displaystyle V(O_{X}(-D))}.

### Relations avec les diviseurs de Weil
Soit X un schéma noethérien et soit D un diviseur de Cartier sur X. On peut lui associer un diviseur de Weil [D] de la façon suivante. Soit Z un fermé irréductible Z de codimension 1 dans X, de point générique {\displaystyle \xi }, le germe {\displaystyle (O_{X}(D))_{\xi }} est engendré par un élément {\displaystyle g} de l'anneau total des fractions de {\displaystyle O_{X,\xi }}. On pose {\displaystyle \mathrm {ord} _{Z}(D)=-\mathrm {ord} _{O_{X,\xi }}(g)} (attention au signe). Le diviseur de Weil associé à D est
{\displaystyle [D]=\sum _{Z}\mathrm {ord} _{Z}(D)[Z]}
la somme ayant lieu sur les fermés irréductibles de codimension 1. C'est une somme finie car X est noethérien.
Si D est effectif, [D] est le diviseur de Weil associé au sous-schéma fermé {\displaystyle V(O_{X}(-D))}. C'est donc un diviseur de Weil effectif.
La correspondance {\displaystyle D\mapsto [D]} définit un morphisme de groupes {\displaystyle \mathrm {Div} (X)\to Z^{1}(X)}.
- Si X est noethérien et normal, alors {\displaystyle \mathrm {Div} (X)\to Z^{1}(X)} est injectif.
- Si de plus X est régulier (par exemple une variété algébrique lisse), alors {\displaystyle \mathrm {Div} (X)\to Z^{1}(X)} est un isomorphisme. Celui-ci induit un isomorphisme sur les ensembles des classes d'équivalences linéaires.
- Si X est une variété algébrique lisse connexe, on peut identifier les diviseurs de Weil, les diviseurs de Cartier ainsi que les sous-faisceaux inversibles de {\displaystyle K(X)}. On peut identifier les classes d'équivalence linéaire des diviseurs de Weil, de Cartier et les classes d'isomorphismes des faisceaux inversibles.

Exemples
- Si X est la courbe singulière {\displaystyle y^{2}=x^{3}} sur {\displaystyle \mathbb {C} }, le point p correspondant à {\displaystyle x=y=0} définit un diviseur de Weil [p] qui n'est pas associé à un diviseur de Cartier effectif. Par contre, le diviseur de Cartier {\displaystyle D} représenté par {\displaystyle (X,x/y)} a pour image {\displaystyle [D]=[p]}.
- Si X est la courbe projective sur {\displaystyle \mathrm {Proj} \,\mathbb {R} [x,y,z]/(x^{2}+y^{2})} et si p est le point singulier {\displaystyle (0,0,1)}, tout diviseur de Cartier D induit un diviseur de Weil [D] dont le coefficient en p est pair. Ainsi l'application {\displaystyle \mathrm {Div} (X)\to Z^{1}(X)} n'est pas surjective dans ce cas-là.

Diviseur d'une section rationnelle
Soit L un faisceau inversible sur un schéma intègre X, et soit s une section rationnelle  non nulle de L, c'est-à-dire une section de L sur un ouvert non vide, ou de façon équivalente, une section du faisceau constant {\displaystyle L\otimes K(X)}. Alors il existe un unique diviseur de Cartier D tel que {\displaystyle L=sO_{X}(D)}. On pose alors
{\displaystyle \mathrm {div} (s)=[D].}
Concrètement, si Z est un fermé irréductible de codimension 1, de point générique {\displaystyle \xi }, on écrit {\displaystyle s_{\xi }=ge_{\xi }} avec g une fonction rationnelle non nulle et {\displaystyle e_{\xi }} une base de {\displaystyle L_{\xi }}. Le coefficient de div(s) en Z est alors égal à {\displaystyle \mathrm {ord} _{Z}(g)}.
Si s est une section régulière de L, alors son diviseur est effectif. La réciproque est vraie si X est de plus normal.
Deux sections rationnelles non nulles de L définissent des diviseurs linéairement équivalents.
Exemple Si {\displaystyle L=O_{X}(D)} et s = 1, alors div(s) = [D].

## Diviseurs remarquables
Diviseur canonique
On considère une variété algébrique lisse X connexe de dimension d sur un corps k. Alors les d-formes différentielles sur X forment un faisceau inversible {\displaystyle \Omega _{X/k}^{d}} noté également par {\displaystyle \omega _{X/k}}. C'est le déterminant du faisceau localement (de rang d) des 1-formes différentielles {\displaystyle \Omega _{X/k}^{1}}, c'est-à-dire le produit extérieur d-ième de ce dernier.
Fixons une d-différentielle rationnelle {\displaystyle \omega } de {\displaystyle \omega _{X/k}}. Alors le diviseur div({\displaystyle \omega }) est appelé un diviseur canonique de X.
Il est à noter qu'un tel diviseur n'est canonique (unique) qu'à équivalence linéaire près. On note souvent un diviseur canonique par {\displaystyle K_{X}}, oubliant sa dépendance en {\displaystyle \omega }.
Supposons de plus X de dimension 1. Pour tout point (fermé) x de X, on peut écrire {\displaystyle \omega _{x}} dans une base de {\displaystyle \omega _{X,x}} (par exemple, si t est une coordonnée locale de X en x, alors dt est une base de {\displaystyle \omega _{X,x}}). Le coefficient du diviseur canonique en x est alors l'ordre (positif ou négatif) en x du coefficient de {\displaystyle \omega _{x}}.
Sur la droite projective, –2[x] est un diviseur canonique pour n'importe quel point rationnel x.
Sections hyperplanes, faisceaux amples
Un hyperplan H de l'espace projectif définit un diviseur irréductible. Tout diviseur de l'espace projectif est linéairement équivalent à un multiple de [H].
Le faisceau de Serre {\displaystyle O(1)} est isomorphe à {\displaystyle O(H)}. Ses sections globales sont les polynômes homogènes de degré 1.
Un faisceau inversible L est dit très ample lorsqu'on peut plonger la variété comme une sous-variété dans un espace projectif de façon que L soit le faisceau inversible associé à l'intersection de la variété avec un hyperplan H comme ci-dessus.
Un faisceau ample (sur une variété algébrique) est un faisceau dont une certaine puissance tensorielle (positive) est très ample.
Sur une courbe projective lisse, une condition nécessaire et suffisante pour qu'un faisceau inversible, isomorphe à {\displaystyle O_{X}(D)}, soit ample est que le degré de D soit strictement positif.

## Le langage des anneaux

### Diviseurs de Weil en termes d'anneaux
Si A est un anneau, on appelle diviseur de Weil une combinaison linéaire à coefficients entiers de quotients A/P de l'anneau A par des idéaux premiers P tels que dim(AP) = 1.
Si n est un entier positif, un cycle de codimension n est une combinaison linéaire de type {\displaystyle \sum _{P}n_{P}[A/P]} où les nP sont des entiers relatifs et les P des idéaux premiers de A tels que dim(AP) = n.
Ainsi les diviseurs de Weil sont les cycles de codimension 1.
Exemple
Si I est un idéal d'un anneau noethérien A et si dim(AP) = n pour tout idéal premier P de I, on peut associer à I un cycle de codimension n, noté cycle(A/I) et défini par :
{\displaystyle \mathrm {cycle} (A/I)=\sum _{\dim A_{P}=n}\mathrm {long} (A_{P}/IA_{P})[A/P],}
la somme étant finie.
Lorsque I est un A-module inversible (c'est-à-dire si I est localement engendré par un élément régulier) on obtient un diviseur de Weil. On note Z1(A) leur ensemble.

### Diviseurs de Cartier en termes d'anneaux
Soit {\displaystyle A} un anneau. L'ensemble des idéaux (A-modules) inversibles de A est un monoïde, le produit de deux tels idéaux I, J étant donné par l'idéal produit IJ. On appelle groupe des diviseurs de Cartier de {\displaystyle A}, et on note Div(A) le groupe engendre par ce monoïde.
Si A est un anneau de Dedekind, tout idéal non nul I est inversible et se décompose en produit de {\displaystyle P_{i}^{r_{i}}} avec {\displaystyle P_{i}} idéaux maximaux et {\displaystyle r_{i}} entiers naturels. L’application cycle {\displaystyle \mathrm {Div} (A)\to Z^{1}(A)} envoie alors I sur {\displaystyle \sum _{i}r_{i}[P_{i}].} On voit donc que {\displaystyle \mathrm {Div} (A)\to Z^{1}(A)} est un isomorphisme de groupes.

### Diviseurs principaux, groupe de Picard.
Définition
On note Pr(A) le sous-groupe de Div(A) engendré par les idéaux fA où f est non-diviseur de zéro. Ce groupe est canoniquement isomorphe à K*/A* si A est intègre, de corps des fractions K. Les éléments de Pr(A) sont appelés des diviseurs principaux.
Si A est un anneau de Dedekind, K son corps de fractions et f un élément de K, alors {\displaystyle (f):=\sum _{p}v_{P}(f)[A/P]}, la somme étant prise sur les idéaux maximaux de A, est un élément de Z1(A) dans l'image de Pr(A) (vP étant la valuation normalisée associée à l'anneau de valuation discrète AP). Le quotient de Div(A) par Pr(A) est le groupe des classes de A.
Plus généralement, si A est intègre, ce quotient est isomorphe au groupe de Picard de A.